# Howard Gottfried
Howard Gottfried (* 13. November 1923 in New York City; † 8. Dezember 2017 in Los Angeles) war ein US-amerikanischer Filmproduzent.

## Leben
Gottfried war zunächst als Anwalt tätig und betätigte sich in den 1950er und 1960er Jahren als Produzent von Off-Broadway-Theaterstücken. Zu Beginn der 1970er Jahre weitete er seine Tätigkeit auf den Filmbereich aus. Sein erster Film war Hospital (1971). Bis einschließlich 1991 entstanden sechs weitere Produktionen.
Für Network wurde Gottfried 1977 für den Oscar in der Kategorie Bester Film nominiert. Bei den Independent Spirit Awards 1989 wurde er für Das Kuckucksei in der Kategorie Bester Film nominiert.

## Filmografie
- 1971: Hospital (The Hospital)
- 1976: Network
- 1980: Der Höllentrip (Altered States)
- 1984: Der Tod kommt zweimal (Body Double)
- 1986: The Men’s Club
- 1988: Das Kuckucksei (Torch Song Trilogy)
- 1991: Der Ritter aus dem All (Suburban Commando)